# Anna van der Vegt
Anna van der Vegt   (la Haia, 4 de desembre de 1903 - Rijswijk, 13 d'abril de 1983) va ser una gimnasta artística neerlandesa que va competir durant la dècada de 1920.
El 1928 va prendre part en els Jocs Olímpics d'Amsterdam, on guanyà la medalla d'or en el concurs complet per equips del programa de gimnàstica.